# 单叶藤桔属
单叶藤桔属（学名：Paramignya）是芸香科下的一个属，为直立或攀援状灌木植物。该属共有20种，分布于亚洲热带、亚热带地区。